# 1005
1005 (MV) je bilo navadno leto, ki se je po julijanskem koledarju začelo na ponedeljek.

## Dogodki
- 13. januar - Južnokitajska dinastija Song sklene na odškodnini temelječ mir s severnokitajsko kitansko dinastijo Liao.
- 25. marec - Škotska: Malcolm II. odstrani z oblasti Kennetha II.
- Invazija nemškega kralja Henrika II. utrpi na Poljskem hude izgube, večinoma zaradi bolezni in nepoznavanja terena. Henrik in Boleslav skleneta v Poznanu začasno premirje, ki traja zgolj dve leti.
- Umrlega valižanskega kralja Gwynedda Cynana ap Hywela nasledi Aeddan ap Blegywryd.
- Danci nadaljujejo s plenitvami Anglije.
- Pisanska protiofenziva proti arabskim sicilskim piratom ob obalah Kalabrije.

## Rojstva
- 20. junij - al-Zahir, fatimidski kalif v Egiptu († 1036)

Neznan datum
- Břetislav I., češki vojvoda († 1055)
- Henrik VII., bavarski vojvoda († 1047)
- patriarh Janez VIII. Konstantinopelski († 1075)
- papež Klemen II. († 1047)
- Lanfranc, canterburyjski nadškof († 1089)
- Macbeth, škotski kralj († 1057)

## Smrti
- 25. marec - Kenneth III., škotski kralj

Neznan datum
- Abe no Seimei, japonski čarovnik, astrolog (* 921)
- Cynan ap Hywel, valižanski kralj Gwynedda
- Ma Yize, arabsko-kitajski astronom, astrolog (* 910)